# Каменський ВТТ
Каменський ВТТ (Ново-Каменський ВТТ) (рос. КАМЕНСКИЙ ИТЛ, Каменлаг, Ново-Каменский ИТЛ) — підрозділ, що діяв в структурі Головного управління виправно-трудових таборів Народного комісаріату внутрішніх справ СРСР (ГУЛАГ НКВС).

## Історія
7 вересня 1941 в результаті ліквідації АРСР німців Поволжя Каменський кантон був перетворений в Каменський район і переданий в Саратовську область. 4 квітня 1942 Каменський район був скасований як адміністративна одиниця, всі населені пункти перетворені в табірні пункти та підпорядковані Каменському ВТТ.
Каменський ВТТ був організований наказом НКВС № 0108 від 4.04.1942 відповідно до розпорядження РНК СРСР № 5356 від 31.03.1942 про передачу НКВС СРСР земель і майна колишніх колгоспів Каменського району Саратовської області, а також Каменської та Грімської МТС.
Управління Каменлага знаходилося в с. Грімм, спочатку Каменського, а потім Червоноармійського району Саратовської області. У колишніх німецьких селах (Гуссарен, Каменка, Деготті, Бауер, Шукк, Францозі, Мессер, Моор і ін .) були організовані табірні пункти. Ув'язнені займалися в основному сільськогосподарськими роботами, очищенням та вивезенням снігу з аеродрому ВПС Червоної Армії в Каменці-Бєлінській. Каменлаг був закритий наказом НКВС № 00648 від 1.06.1944, а табірні підрозділи передані в УВТТК УМВС Саратовської області.

## Чисельність з/к
- 01.10.42 — 11 683,
- 01.01.43 — 51423;
- 01.44 — 6840